# Калдас-Брандан
Калдас-Брандан (порт. Caldas Brandão)  —  муниципалитет в Бразилии, входит в штат Параиба. Составная часть мезорегиона Сельскохозяйственный район штата Параиба. Входит в экономико-статистический  микрорегион Итабаяна. Население составляет 5338 человек на 2006 год. Занимает площадь 55,853 км². Плотность населения — 95,6 чел./км².

## История
Город основан в 1965 году.

## Статистика
- Валовой внутренний продукт на 2003 год составляет 9 151 466,00 реалов (данные: Бразильский институт географии и статистики).
- Валовой внутренний продукт на душу населения на 2003 год составляет 1741,81 реалов (данные: Бразильский институт географии и статистики).
- Индекс развития человеческого потенциала на 2000 год составляет 0,548 (данные: Программа развития ООН).

## География
Климат местности: сухой жаркий.